# Les Tarterêts
 (août 2012).
Si vous disposez d'ouvrages ou d'articles de référence ou si vous connaissez des sites web de qualité traitant du thème abordé ici, merci de compléter l'article en donnant les références utiles à sa vérifiabilité et en les liant à la section « Notes et références ».
Les Tarterêts, ou Tarterets, sont un quartier d'habitat social situé à Corbeil-Essonnes dans le nord de l'Essonne. Constituant avec la Grande Borne à Grigny et les Pyramides à Évry-Courcouronnes l'un des secteurs les plus difficiles de l'Essonne, les Tarterêts se sont enracinés dans la culture populaire comme l'un des symboles les plus emblématiques de la question des banlieues en France.

## Présentation

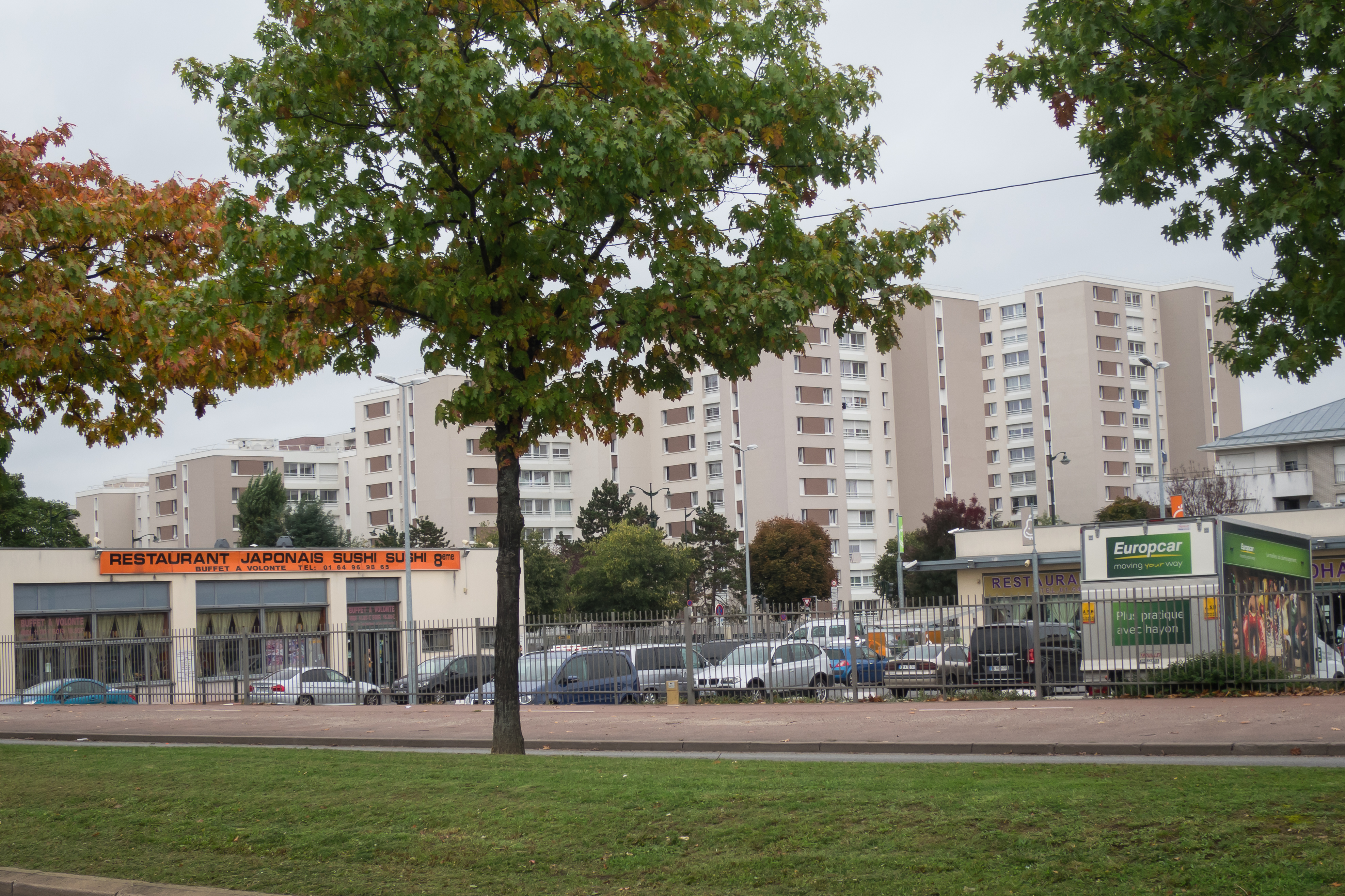
Ouest du quartier, vu depuis la boulevard Jean-Jaurès, en 2017.

Le quartier regroupe 2 232 logements répartis dans des tours de 15 étages formant un bloc compact.

## Préhistoire
Les Bas Tarterets, à 1 km au nord-ouest de Corbeil, ont livré dans une carrière de limons deux sites préhistoriques : « les Tarterets I » et, à environ 500 m au sud-est de celui-ci, « les Tarterets II ». La première découverte publiée de silex taillés associés à des bois de cerf, probablement néolithiques, remonte à 1888. D'autres pièces sont exposées au début du XXe siècle au musée Saint-Jean à Corbeil, dont de grandes lames et des nucléus comparés aux silex de Beauregard près de Nemours et par conséquent probablement paléolithiques.
Tarterets II est un site Magdalénien.
Tarterets I, menacé par la construction de la francilienne et de logements sociaux, a été l'objet de fouilles d'urgences menées par Béatrice Schmider pendant 5 mois, dont 3 mois au printemps 1969 et 2 mois au printemps 1970. Il a livré deux foyers et des silex taillés datés du Magdalénien, et des silex néandertaliens du Paléolithique moyen.
Un troisième site, à moins de 400 m au sud de Tarterets I et à moins de 200 m de Tarterets II, est l'objet de recherches archéologiques depuis les années 1960 et montre une occupation de l'époque magdalénienne, il y a environ 15 000 ans,.

## Origine du quartier actuel

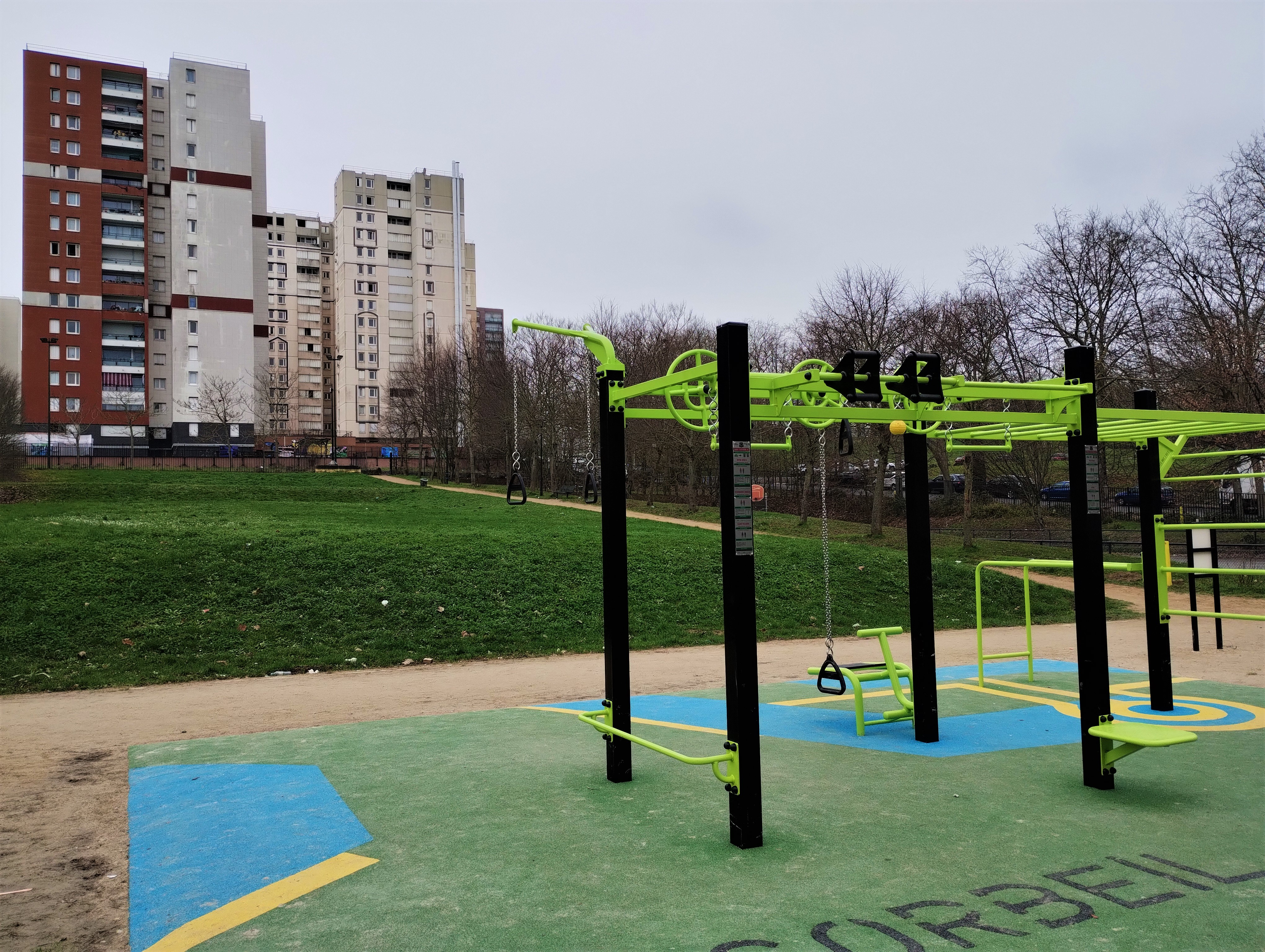
Vue du quartier depuis le parc de street workout.

La première pierre du nouveau quartier des Tarterêts est posée en 1961. La crise nationale du logement pousse alors les municipalités à construire dans l'urgence. Plus de 1000 demandes d'habitations s'amoncellent ainsi à la mairie de Corbeil-Essonnes. Une première tranche de 369 logements sociaux gérés par le bailleur OPIEVOY est terminée en 1963.
Au cours des 10 années suivantes, plusieurs autres programmes vont sortir de terre, à l'initiative du Logement Francilien, l'autre bailleur social du quartier. Ce seront d'abord, en 1969, quatre bâtiments contenant 176 logements qui seront construits rue Eugène Delacroix. Dix tours s'élèveront ensuite, le long des rues Paul Cézanne, Paul Gauguin et Auguste Renoir, et rassembleront 643 appartements à la fin des travaux en 1970. Viendront enfin seize autres tours, le long de l'avenue Léon Blum, qui représenteront 787 logements en 1972.
Parallèlement, deux copropriétés (Logis Vert 1 et Logis Vert 2), arborant la même architecture que les tours Blum, furent construites en 1971 et rassemblent 257 appartements.
Le quartier aura ainsi été doté d’environ 2300 appartements, répartis pour la plupart dans de grandes tours de quatorze étages.
Avec près de 10 000 habitants, les Tarterêts représentent alors un quart de la population corbeil-essonnoise.

## Rénovation

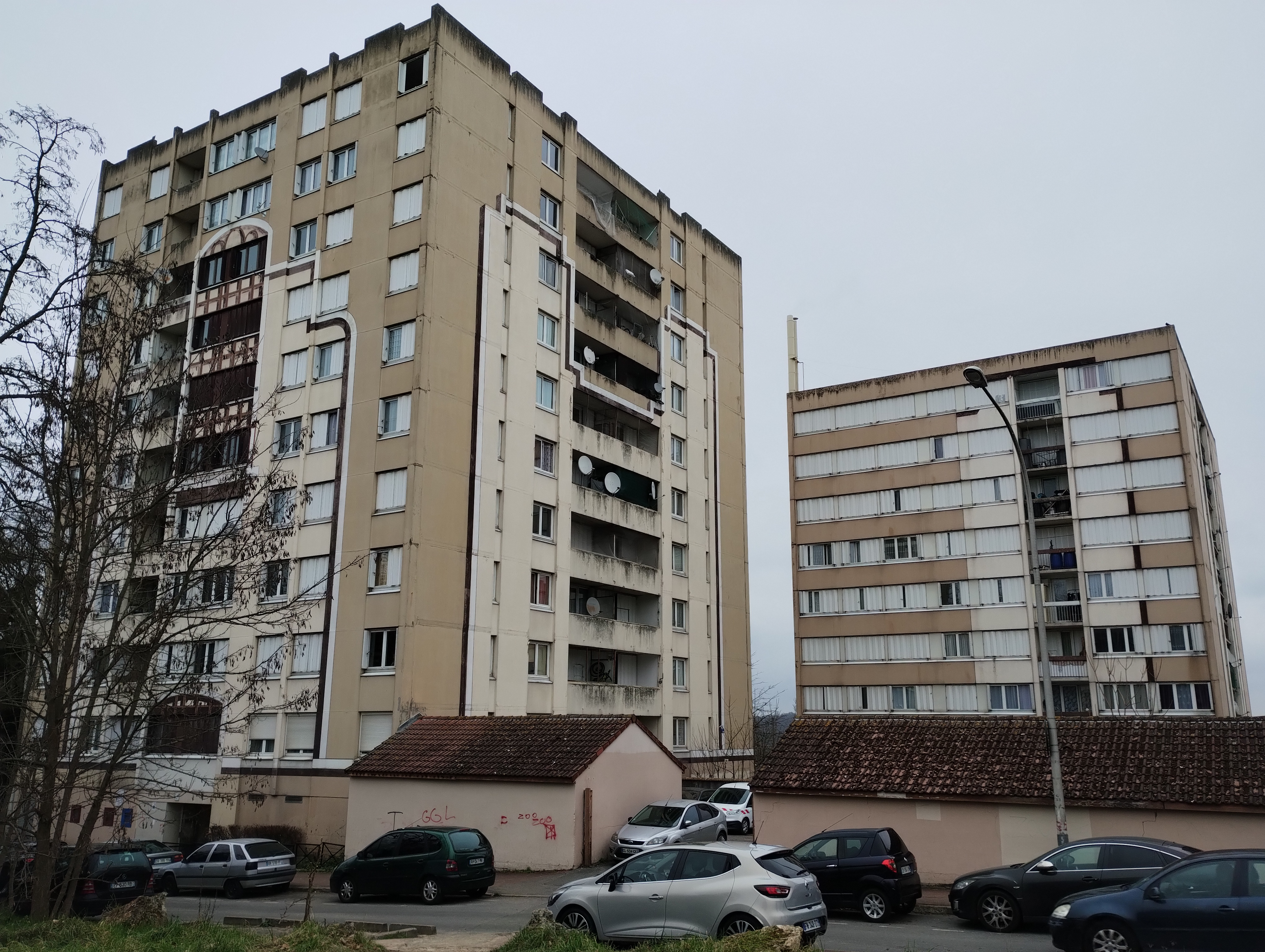
Rue Paul Cézanne.

Entre la Nationale 7 et la Seine, ce quartier d'une centaine d'hectares est situé au nord de la ville.
40 % de ses habitants a aujourd’hui moins de 20 ans.
Devant l'aggravation des conditions de vie dans les années 1980-1990 et la détérioration du climat social avec un chômage culminant à 30 % de la population de la cité, il fut décidé par l'État, avec le soutien de la ville, de la région, du département et des bailleurs sociaux, de classer le quartier des Tarterêts en Grand Projet de Ville.
En 2004, une convention lie tous ces partenaires et scelle leur engagement : mettre en œuvre le Programme de Rénovation Urbaine du quartier entre 2004 et 2008.
Autrement dit, il est prévu une profonde redéfinition de la cité à travers un ambitieux programme de démolitions et de reconstructions raisonnées. 150 logements sociaux vont être ainsi construits, 40 supplémentaires en locatif libre, 370 seront détruits et 996 vont être réhabilités et résidentialisés.
Une halle de marché et un grand parc ainsi qu'un centre commercial, une maison médicale et un pôle associatif vont être créés de toutes pièces pour un coût global de 135 millions d'euros.
Le secteur prioritaire d'intervention du programme de rénovation urbaine est bordé par la Nationale 7 et le Lycée Robert Doisneau. Là, en lieu et place de la friche des pépinières, un nouveau cœur de quartier est sur le point d’éclore. Mi-2007, un grand centre commercial accueillant supermarché et petits commerces verra le jour. Il sera rejoint par un espace santé, 500 m2 de bureaux dédiés à la Zone Franche Urbaine, et un premier programme de 80 logements sociaux et une douzaine de pavillons en « locatif libre ». Ces différentes réalisations viendront dynamiser et valoriser cette entrée du quartier, l'ouvrir sur le reste de la ville et les localités voisines grâce à l'installation de nouveaux services et d'activités économiques de proximité.

### Détails de la première tranche du Programme de Rénovation Urbaine (2004-2008)

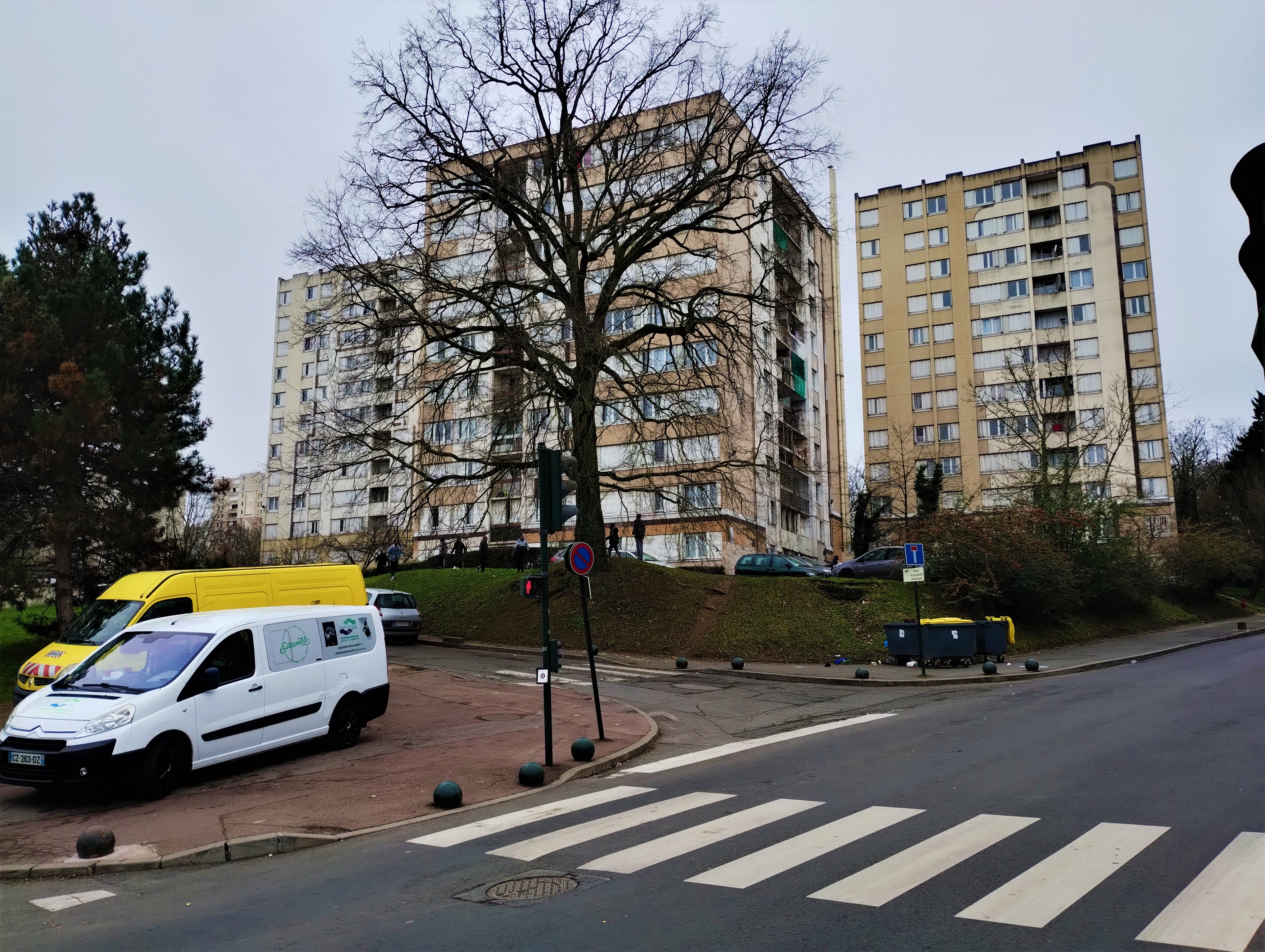
Les Tarterets, croisement de la rue Auguste Renoir avec l'avenue général de Gaulle.

- Rue la Bruyère, la moitié d'une barre d’immeuble est détruite en 2008. Elle laisse place à un espace paysager situé dans le prolongement de la rue du même nom. Un pôle d'équipements publics accueillant la mairie annexe, la poste, le centre social, une médiathèque, un pôle d'emploi-formation et une crèche familiale ont d'ores et déjà été construits.
- La tour Matisse, comprenant 87 logements, est la première opération de requalification du quartier. Les cages d'escaliers, les halls et les abords sont privatisés et sécurisés. Immédiatement après, deux immeubles de 319 logements appartenant au bailleur OPIEVOY sont requalifiées, les halls et cages d’escaliers rénovés, les abords sécurisés à partir de 2007.
- À l'Est des Tarterêts, les immeubles Courbet-Delacroix ont à leur tour été requalifiés. Les travaux, s'achèvent à l'été 2006. Ces deux ensembles de 176 habitations appartenant au Logement Francilien sont rénovés en 2006. Les abords des immeubles sont valorisés, les parkings privatisés, les entrées sont sécurisées, un nouveau mode de tri sélectif est inauguré.
- Au sud du quartier, une halle de marché ultra-moderne a été inaugurée en avril 2004 en lieu et place d'un parking découvert. Elle accueille deux fois par semaine un marché communautaire. Lieu de sociabilisation et « d’ouverture sur les autres », cette halle constitue un lieu central. Elle ouvre le quartier vers le sud. Elle sera rejointe prochainement par une maison des associations et un pôle d'équipements de proximité.
- Abattus à l'été 2005, des silos de parkings sont remplacés par des petits collectifs de 30 logements au total.
- À quelques mètres de là, 236 logements sont réhabilités et requalifiés selon les mêmes principes que les résidences Matisse et Courbet. Plus de cent places de parking seront aménagées avenue de Stratkhelvin.
- Deux tours emblématiques à la fois du quartier et du Projet de Rénovation Urbaine, le « bloc central » sont démolies en 2005. Elle comprenait elle aussi une cinquantaine de logements chacune (109 au total pour les deux tours). Cet ensemble d'immeubles, qui possédait à sa base un centre commercial et des parkings, avait été fermé en 1999. Le terrain libéré par cette démolition est aménagé courant 2006 en un parc d'un hectare doté d'un terrain multi-sports, de jeux pour enfants et de coins paysagers.
- Un petit immeuble collectif de 10 logements appartenant à l'OPIEVOY est démoli pour redresser la rue Picasso et améliorer la sécurité routière du secteur.
- Un terrain de football synthétique a été aménagé en 2004. C'est un succès populaire. À l'angle de la rue Cézanne et Paul Gauguin, ce sont 211 logements ainsi que des silos de parkings qui sont détruits en 2008. Ils laissent la place à une soixantaine de logements sociaux en petit collectif d’une hauteur de trois étages.
- Proches de la nouvelle halle du marché, trois tours de 15 étages comprenant 180 logements, sont résidentialisées en 2009.

Fin 2008, la première tranche du programme touche à sa fin.

## Sécurité
Le quartier est classé depuis 2012 en zone de sécurité prioritaire, avec renforcement des effectifs de la police nationale. En effet, le quartier « souffre plus
que d’autres d’une insécurité quotidienne et d’une délinquance enracinée » et « connaît depuis quelques années une dégradation importante de ses conditions de sécurité », ce qui a été identifié comme tel par le Ministère de l'Intérieur du Gouvernement Jean-Marc Ayrault, permettant ainsi à ce territoire de bénéficier de policiers supplémentaires.

## Artistes
Les groupes de musique PNL et MMZ sont tous deux originaires des Tarterêts. Le clip du titre DA (PNL), qui cumule près de 203 millions de vues sur YouTube, y a notamment été tourné au printemps 2016, ainsi qu'une partie du clip Deux frères tourné en 2019, qui cumule actuellement 107 millions de vues sur Youtube.